# أوين لاتيمور
أوين لاتيمور (29 يوليو 1900 - 31 مايو 1989) كان مستشرقًا وكاتبًا أمريكيًا. كان باحثًا بارزًا في الصين وآسيا الوسطى وخاصة منغوليا. رغم أنه لم يحصل على شهادة جامعية، إلا أنه في ثلاثينيات القرن الماضي كان محرر «باسيفيك أفيرز»، وهي مجلة علمية نشرها معهد علاقات حوض الهادئ، ثم قدم دروسًا في جامعة جونز هوبكنز في بالتيمور، ميريلاند، بين عامي 1938 و1963. كان مدير معهد والتر هاينز بيج للعلاقات الدولية بين عامي 1939 و1953. خلال الحرب العالمية الثانية، كان مستشارًا للقائد الصيني شيانج كاي شيك والحكومة الأمريكية وساهم على نطاق واسع في النقاش العام حول السياسة الأمريكية في آسيا. بين عامي 1963 و1970، كان لاتيمور أول أستاذ للدراسات الصينية في جامعة ليدز في إنجلترا.
في الفترة الأولى التي تلت الحرب، المكارثية والخوف الأحمر، اتهمت الولايات المتحدة «أيادٍ صينية» في زمن الحرب بكونهم عملاء للاتحاد السوفياتي أو تحت تأثير الماركسية. في عام 1950، اتهم السيناتور جوزيف مكارثي لاتيمور على وجه الخصوص بأنه «أكبر جاسوس روسي في الولايات المتحدة». أدت هذه الاتهامات إلى عقد سنوات من جلسات الاستماع في الكونغرس، ولم تثبت التهمة بأن لاتيمور كان جاسوسًا. لم تذكر برقيات فينونا السوفيتية، التي فكت شيفرتها أثناء الحرب العالمية الثانية وتم رفع السرية عنها بعد عقود بكون لاتيمور أحد العملاء السوفييت النشطين في الولايات المتحدة. إلا أن تلك الجلسات وثقت تصريحات لاتيمور المتعاطفة مع ستالين والاتحاد السوفييتي. رغم حجب الطرف عن الاتهامات الموجهة له بحنث باليمين، إلا أن هذا الجدل وضع حدًا لدور لاتيمور مستشارًا لوزارة الخارجية الأميركية، وفي نهاية المطاف أدى إلى استبعاد مسيرته المهنية في الحياة الأكاديمية الأميركية. توفي في عام 1989 في بروفيدنس، رود آيلاند، بعد أن أقام في سنواته الأخيرة في باوتكيت.
يشير أحد الباحثين الجدد إلى أن «المشروع الفكري الدائم» الذي قدمه لاتيمور هدف إلى «تطوير نموذج علمي للطريقة التي تتشكل بها المجتمعات البشرية وتتطور وتنمو وتتراجع وتتحول وتتفاعل مع بعضها البعض على طول الجبهات». استوعب بصورة انتقائية النظريات المؤثرة في زمانه، بل وغالبًا ما تخلى عنها، تلك التي تناولت المواضيع التاريخية الكبيرة. شملت تلك النظريات «الحتمية البيئية» لإلسورث هنتنغتون؛ العنصرية البيولوجية، فقط إلى حد رؤية الخصائص التي نشأت من علم البيئة؛ الجغرافيا الاقتصادية ونظرية الموقع؛ وبعض جوانب أنماط الإنتاج في الماركسية ومراحل التاريخ لكارل أوغست ويتفوغل. مع ذلك، كان التأثير الدائم والأكثر أهمية هو أرنولد جيه. توينبي ونظريته للحضارات العظمى بوصفها وحدات عضوية ولدت، ونضجت، وكبرت، وماتت. استخدم كتاب لاتيمور الأكثر تأثيرًا «حدود آسيا الداخلية الصينية (1940)» هذه النظريات لتفسير تاريخ شرق آسيا، ليس كتاريخ الصين وتأثيرها على جيرانها، ولكن كتفاعل بين نوعين من الحضارات، الزراعة المستقرة والرعوية، ولكل منها دوره في تغيير الآخر.

## نشأته
ولد لاتيمور في الولايات المتحدة، ونشأ في تيانجين بالصين، حيث كان والداه ديفيد ومارجريت لاتيمور معلمين للغة الانجليزية في جامعة صينية. كان شقيقه الشاعر وعالم الكلاسيكيات والمترجم ريتشموند لاتيمور. كانت إحدى أخواته الكاتبة إليانور فرانسيس لاتيمور.
بعد تلقيه تعليمه في المنزل من قبل والدته، غادر الصين في سن الثانية عشرة والتحق بمدرسة «كلاسيك كانتونال» بالقرب من لوزان، سويسرا. بعد اندلاع الحرب في عام 1914، ذهب إلى إنجلترا، حيث التحق بمدرسة سانت بيلز، كمبريا، إنجلترا (1915-1919). سعى وراء الاهتمامات الأدبية، وخصوصًا الشعر، وتحول لفترة وجيزة إلى الكاثوليكية. أبلى بلاءً حسنًا في امتحانات القبول لجامعة أكسفورد، ولكنه عاد إلى الصين في عام 1919 عندما أدرك أنه لن يكون لديه ما يكفي من الأموال لحضور الجامعة.
عمل بداية في إحدى الصحف، ثم في شركة استيراد وتصدير بريطانية. منحه ذلك فرصة للسفر على نطاق واسع في الصين، ووقتًا لدراسة اللغة الصينية مع عالم كونفوشيوسي محافظ. منحته رحلاته التجارية الشعور بواقع الحياة والاقتصاد. كانت إحدى نقاط التحول في حياته هي التفاوض على مرور حمل الصوف في إحدى القطارات عبر سكتين تمران من منطقتين تعصفان بالحرب في بدايات العام 1925، وهي تجربة قادته في العام التالي إلى متابعة القوافل عبر منغوليا الداخلية إلى نهاية الخط في شينجيانغ.
لم ير مديرو شركته أي ميزة في دعم أسفاره، ولكنهم أرسلوه لقضاء سنة أخيرة من العمل معهم في بكين كصلة وصل مع الحكومة. خلال ذلك العام في بكين قبل مغادرته في رحلته، التقى بزوجته اليانور هولجيت. خططا في شهر العسل خططوا للسفر من بكين إلى الهند، ليسافر هو برًا، وزوجته عن طريق السكك الحديدية عبر سيبيريا، وكانت تلك فكرة كبيرة في النصف الأول من القرن العشرين. في ذلك الوقت، تعرقلت الخطط، واضطرت إلى السفر وحدها على متن مزلجة تجرها الأحصنة مسافة 400 ميل (640 كم) في فبراير للوصول إليه. وصفت رحلتها في رسائل «لقاء تركستان (1934)»، و«طريق الصحراء إلى تركستان (1928)»، و«أعالي تارتاري (1930)». أرست هذه الرحلة الأساس لاهتمامه الدائم بجميع الأمور المتعلقة بالمغول والشعوب الأخرى على طول طريق الحرير.
عند عودته إلى أمريكا في عام 1928، نجح في الحصول على زمالة من مجلس أبحاث العلوم الاجتماعية ليسافر أكثر إلى منشوريا، ثم أصبح في العام الدراسي 1928/1929 طالبًا في جامعة هارفارد. مع ذلك، لم يسجل في برنامج الدكتوراه، ولكنه عاد إلى الصين في الفترة بين عامي 1930 و1933 بزمالات من معهد هارفارد-ينيننغ ومؤسسة جون سيمون غوغنهايم التذكارية.
حصل على ميدالية رافاران من الجمعية الجغرافية الملكية البريطانية في عام 1942 لأسفاره في آسيا الوسطى.

## الحرب العالمية الثانية
في أعقاب الغزو الألماني للاتحاد السوفيتي في يونيو 1941، عين الرئيس فرانكلين روزفلت لاتيمور مستشارًا أمريكيًا للزعيم القومي الصيني شيانج كاي شيك لمدة عام ونصف العام. دعا لاتيمور بالنيابة عن الأقليات العرقية في الصين، قائلًا أنه يتعين على الصين تبنى سياسة حكم ذاتي ثقافي تقوم على أساس سياسة الأقليات للاتحاد السوفيتي، الذي اعتبره «أحد السياسات السوفيتية الأكثر نجاحًا». تجاهل مسؤولو تشيانغ نصيحته في الغالب، إذ اشتبه وزير الدفاع وانغ شونغ-هوي في أن لاتيمور أنكر التدخل السوفياتي في شينجيانغ ومنغوليا الخارجية.
في عام 1944، عين لاتيمور مسؤولًا عن مكتب حوض الهادئ للمعلومات الحربية. وقتئذٍ، كانت أنشطة لاتيمور السياسية وجمعياته تحت المراقبة على مدى العامين الماضيين من قبل مكتب التحقيقات الفيدرالي، الذي أوصى بوضع لاتيمور تحت «الاعتقال الاحترازي في حالة الطوارئ الوطنية».
بناء على طلب الرئيس روزفلت، رافق لاتيمور نائب الرئيس الأمريكي هنري إيه. والاس في مهمة إلى سيبيريا، والصين، ومنغوليا في عام 1944 لصالح مكتب المعلومات الحربية. رتب لوشلين كوري الرحلة، وأوصى الرئيس روزفلت بمرافقة لاتيمور والاس. خلال تلك الرحلة، التي تزامنت مع عملية إنزال النورماندي، بقي والاس والوفد المرافق له 25 يومًا في سيبيريا، وقاموا بجولة في معسكر ماغادان غولاغ في الاتحاد السوفياتي في كوليما. في رحلة لصالح ناشيونال جيوغرافيك، وصف لاتيمور ما رآه مزيجًا من شركة خليج هدسون وسلطة وادي تينيسي، مشيرًا إلى مدى قوة وتغذية السجناء، مشيرًا إلى حاكم المعكسر إيفان نيكيشوف بقوله: «اهتمام متمرس ومرهف بالفن والموسيقى وأيضًا إحساس عميق بالمسؤولية المدنية». في رسالة مكتوبة إلى رجل الدولة الجديد عام 1968، برر لاتيمور نفسه بقوله إن دوره لم يكن «التطفل على مضيفيه». في المقابل، أوضح قائد المعسكر نفتالي فرينكل قائلًا: «علينا انتزاع كل ما يحمله السجين في الأشهر الثلاثة الأولى، وبعدها نصبح بغير حاجة له». نظام العمل الشاق والحد الأدنى من الطعام أو عدمه جعل من معظم السجناء «ميؤوسًا منهم». تفاوتت الظروف حسب حالة البلد.